# آرثر بندلتون ماسون
آرثر بندلتون ماسون (بالإنجليزية: Arthur Pendleton Mason) هو شخصية أعمال ومحامي أمريكي، ولد في 11 ديسمبر 1835 في مقاطعة فيرفاكس في الولايات المتحدة، وتوفي في 22 أبريل 1893 في Morris Park, Bronx ‏ في الولايات المتحدة.